# 貢顯祚
貢顯祚（17世紀—17世紀），字九芝，南直隸常州府武進縣人，明朝、南明軍事人物。

## 生平
貢顯祚是天啟元年（1621年）的武舉人，崇禎十三年（1640年）中武進士，獲授無錫守備曾擒拿盜賊有功，後因病歸鄉。弘光年間張國維愛其才，推薦他擔任金山參將，未及赴任南京已經失陷，因此自縊而死。

## 引用
1. 1 2  錢海岳《南明史·卷一百一·列傳第七十七》：一時邑（武進）人聞（南京）變就義者：貢顯祚，字九芝。崇禎十三年武進士。官無錫守備。禽巨盜，張國維薦金山參將，未赴，自經死。
2. ↑  道光《武進陽湖縣合志·卷十八·選舉志》：武甲榜……（崇禎）十三年庚辰科 貢顯祚 金山衛參將，有傳……武鄉科……天啟元年辛酉科……貢顯祚 庚辰進士
3. ↑  道光《武進陽湖縣合志·卷二十三·人物志二》：貢顯祚，字九芝，武進人，崇禎庚辰武進士。授無錫守備。擒巨盜有功，後引疾歸。中丞張國維愛其才，薦授金山參將，未及赴，聞明亡縊死。 董志
4. ↑  民國《江蘇省通志稿·人物志·第六十三卷·忠節七》：貢顯祚，字九芝。崇禎十三年武進士，授無錫守備。擒巨盜有功，後引疾歸。巡撫張國維愛其才，薦授金山參將，未及赴，聞明亡，縊死。